# 赛达斯·普拉塔普·辛格
赛达斯·普拉塔普·辛格（英語：Siddharth Pratap Singh，1998年6月15日—），印度男子羽毛球運動員。

## 簡歷
2018年1月，赛达斯·普拉塔普·辛格出戰瑞典羽毛球公開賽，在男子單打比賽決賽中以2比0（21-15、21-11）擊敗丹麥的马德斯·克里斯托弗森，贏得冠軍。

## 主要比賽成績
只列出曾進入準決賽的國際賽事成績：
| 年份   | 賽事                     | 公開賽級別 | 項目     | 成績   |
| ------ | ------------------------ | ---------- | -------- | ------ |
| 2018年 | 瑞典羽毛球公開賽         | 國際系列賽 | 男子單打 | 冠軍   |
| 2018年 | 冰島羽毛球國際賽         | 國際系列賽 | 男子單打 | 準決賽 |
| 2019年 | 白夜羽毛球賽             | 國際挑戰賽 | 男子單打 | 亞軍   |
| 2024年 | 斯裡蘭卡羽毛球國際挑戰賽 | 國際挑戰賽 | 男子單打 | 準決賽 |

| 2007-2017年 | 首要超級賽 | 超級賽 | 黃金大獎賽 | 大獎賽 | 國際挑戰賽 | 國際系列賽 | 未來系列賽 | 其他 |

| 2018-2026年 | 總決賽 | 超級1000賽 | 超級750賽 | 超級500賽 | 超級300賽 | 超級100賽 | 國際挑戰賽 | 國際系列賽 | 未來系列賽 | 其他 |